# Accident de bus au Kazakhstan en 2018
Le 18 janvier 2018, un autobus a pris feu sur la route Samara – Chymkent dans le district d'Yrgyz, Oblys d'Aktioubé, Kazakhstan. L'incendie a tué 52 passagers, et cinq personnes se sont échappées, dont les chauffeurs,,.

## Événements
L'incendie s'est produit vers 10h30 (UTC+5h00) alors que le bus transportait des travailleurs migrants Ouzbeks vers Kazan en Russie. Toutes les personnes décédées étaient des Ouzbeks ; les survivants étaient des passagers Ouzbeks et les chauffeurs kazakhs. Une porte latérale aurait été bloquée, empêchant la sortie du véhicule.
Les ministères des Affaires étrangères et des Situations d'urgence ont dépêcher sur les lieux et ont annoncer qu'ils rapatrieraient les corps des personnes décédées avec des tests ADN utilisés pour l'identification.
Le président kazakh Nursultan Nazarbayev a envoyé un télégramme de condoléances au président ouzbek Shavkat Mirziyoyev. Des condoléances ont également été exprimées par les présidents du Tadjikistan, de Géorgie, d'Azerbaïdjan, de Biélorussie et du Turkménistan et du roi Abdallah II de Jordanie.

## Enquêtes
Plus tard le jour de l'incendie, le ministère kazakh des investissements et du développement a déclaré que le bus était un Setra S216 HDS de 29 ans avec un certificat de sécurité technique expiré et aucune licence pour transporter des passagers, mais a refusé de commenter la cause sur le moment. Le service régional des situations d'urgence a déclaré qu'un dysfonctionnement électrique était traité comme une première hypothèse.
Le Kazakhstan et l'Ouzbékistan ont lancé des enquêtes sur l'incident. Une commission spéciale ouzbèke a été créée par Mirziyoev pour être dirigée par le premier ministre Abdulla Aripov avec un accent initial sur les violations potentielles des règles de circulation. Une enquête pénale spéciale a été ouverte par les autorités kazakhes.
Le 19 janvier, les enquêteurs ont publié une déclaration basée sur le témoignage des survivants, qui indiquait qu'un fourneau à gaz utilisé comme appareil de chauffage était considéré comme la source probable du départ de feu, car le bus lui-même n'avait pas de chauffage fonctionnel. Le bus transportait des bidons d'essence en raison de l'absence de stations de ravitaillement sur une route longue et éloignée, dont l'une aurait été renversée près de la flamme, ce qui a provoqué l'incendie.
Une liste préliminaire des victimes publiée par le ministère ouzbek des situations d'urgence publiée le 19 janvier énumère 29 victimes identifiées ainsi que les deux survivants ouzbeks, qui étaient tous des hommes de la région de Namangan.
Le 25 janvier, les chauffeurs ont été arrêtés par les autorités kazakhes.